# Aemilius Pacensis
Aemilius Pacensis (zm. 69) – trybun kohort miejskich (cohortes urbanae) za czasów Nerona i jeden ważniejszych dowódców wojskowych w roku czterech cesarzy.

## Życiorys
Aemilius Pacensis za czasów Nerona pełnił służbę dowódcy cohortes urbanae, jednak wkrótce po jego śmierci, w styczniu 69 został pozbawiony tego urzędu przez Galbę, który najwyraźniej nie ufał urzędnikom swojego poprzednika i uważał ich za nielojalnych. Jednocześnie z Pacensisem zwolnił także obu dowódców pretorian (Antoniusza Taurusa i Lucjusza Antoniusza Nazona) oraz dowódcę straży nocnej Juliusza Fronto.
Po wkroczeniu Othona do Rzymu ten przywrócił Pacensisowi urząd, a wkrótce uczynił go jednym z dowódców nowo powołanego przez siebie legionu mającego wyruszyć przeciwko wojskom Witeliusza na północ Italii, a być może także wkroczyć do Galii. Ekspedycja wyruszyła z Rzymu 10 lutego, jednak wkrótce z niewiadomych przyczyn legioniści uwięzili Pacensisa, a Antonius Novellus, drugi z dowódców wyprawy, został odsunięty na boczny tor. Kenneth Wellesley, autor monografii na temat roku trzech cesarzy przypuszcza, że uwięzienie mogło mieć związek z rywalizacją pomiędzy trzema dowódcami wyprawy, którą ewidentnie wygrał Titus Svedius Clemens. Ostatecznie wojska Othona zostały pokonane 14 kwietnia niedaleko Bedriacum, a sam cesarz popełnił samobójstwo.
Po wkroczeniu wojsk Witeliusza do Rzymu większość wojsk wiernych zmarłemu Othonowi złożyła broń, próbę oporu stawili jedynie nieliczni zawodowi żołnierze, wśród nich Aemilius Pacensis. Z relacji Publiusza Korneliusza Tacyta wiemy, że zginął w ataku wojsk Witeliusza na ostatnią niepodporządkowaną część miasta, Wzgórze Kapitolińskie, w grudniu 69 roku.
Tacyt wymienia go kilkukrotnie, pisząc (Hist, I, 20, 87, II, 12, III 73):

Mimo to panowała wielka radość, że ci, których Neron obdarzył, będą tak samo biedni jak ci, których majątki zagrabił. W tych właśnie dniach zostali zwolnieni trybunowie: z kohort pretoriańskich Antoniusz Taurus i Antoniusz Nazon, z kohort miejskich Emiliusz Pacensis, z kohort straży Juliusz Fronton. A nie było to lekarstwem dla pozostałych, tylko początkiem ich obaw, gdyż byli przekonani, że sposobem trwożnej polityki poszczególnych się usuwa, ale wszystkich ma się w podejrzeniu.

Główne kierownictwo wyprawy [przeciw Galbie Othon] powierzył starszym setnikom Antoniuszowi Nowellusowi i Swediuszowi Klemensowi obok Emiliusza Pacensisa, któremu odebrany przez Galbę trybunat zwrócił. [...] Schlebiało jego przedsięwzięciom szczęście, gdyż dzięki morzu i swojej flocie większą część Italii aż w głąb do podnóża Alp Morskich miał w posiadaniu; chcąc o nie właśnie się pokusić i prowincję narbońską zaczepić, wyznaczył był na przywódców wyprawy Swediusza Klemensa, Antoniusza Nowella i Emiliusza Pacensisa. Lecz Pacensisa niesforni żołnierze zakuli w kajdany, Antoniusz Nowellus nie posiadał żadnej powagi; Swediusz Klemens w wykonaniu swego dowództwa ubiegał się o popularność, a jak w odniesieniu do karności wojskowej był zdemoralizowany, tak bojów pożądał.

Wtedy wdzierają się [na Kapitol] witelianie i mącą wszystko krwią, mieczem i ogniem. Kilku wojowników, wśród których Korneliusz Marcjalis, Emiliusz Pacensis, Kasperiusz Niger, Dydiusz Scewa najbardziej byli wybitni, odważyło się na walkę i zostało wyciętych.